# Ellebladet birk
Ellebladet Birk (Betula maximowicziana)  er et stort birketræ  fra Japan, indført til England i slutningen af 1800-tallet.

## Beskrivelse
Bladene er bredt ægformede og ca. 15 cm lange og 12 cm brede, dobbelt savtakkede, brat tilspidsede og hjerteformede ved basis. De glatte blade er mørkegrønne om sommeren og gule om efteråret. De vokser fra kirtlede skud. 
De unge træers bark er rødbrun, men bliver med alderen gråhvid med et orangegult eller lyserødt anstrøg, der afskaller i tynde strimler og er besat med vandrette korkporer. Hanraklerne er hængende gulbrune og ca. 10 cm lange, mens hunraklerne er udstående eller hængende grønne, og sidder på samme træ som hanraklerne. 

## Anvendelse
Ellebladet Birk hører til blandt de største birketræer, og er oprindelig et skovtræ. Det kræver derfor meget plads, hvis det plantes i haver eller parkanlæg.
| Træ | Spire Denne artikel om træer er en spire som bør udbygges. Du er velkommen til at hjælpe Wikipedia ved at udvide den. |